# Louis Madelin

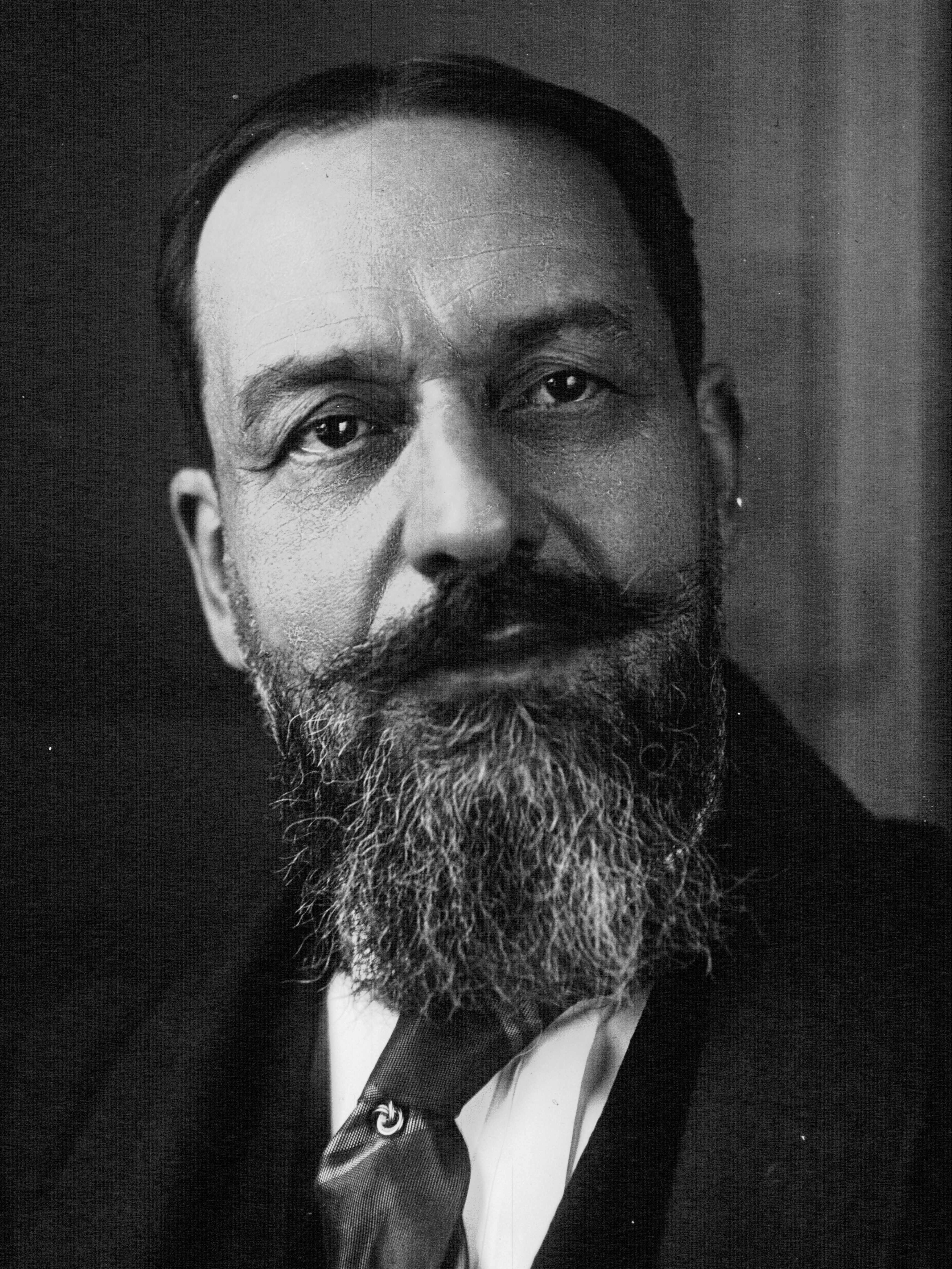
Louis Madelin (1923)

Émile Marie Louis Madelin (* 8. Mai 1871; † 18. August 1956) war ein französischer Schriftsteller, Historiker und Mitglied der Académie française.
Bekannt wurde Madelin durch eine Biografie über Joseph Fouché, einen der einflussreichsten Politiker vor, während und nach der Französischen Revolution.

## Werke (Auswahl)
- Louis Madelin: Fouché. Der Mann, den selbst Napoleon fürchtete. Paris: Hachette 1958. Deutsche Neuausgabe München: Heyne 1989. ISBN 3-453-03035-4